# Bialikova cena

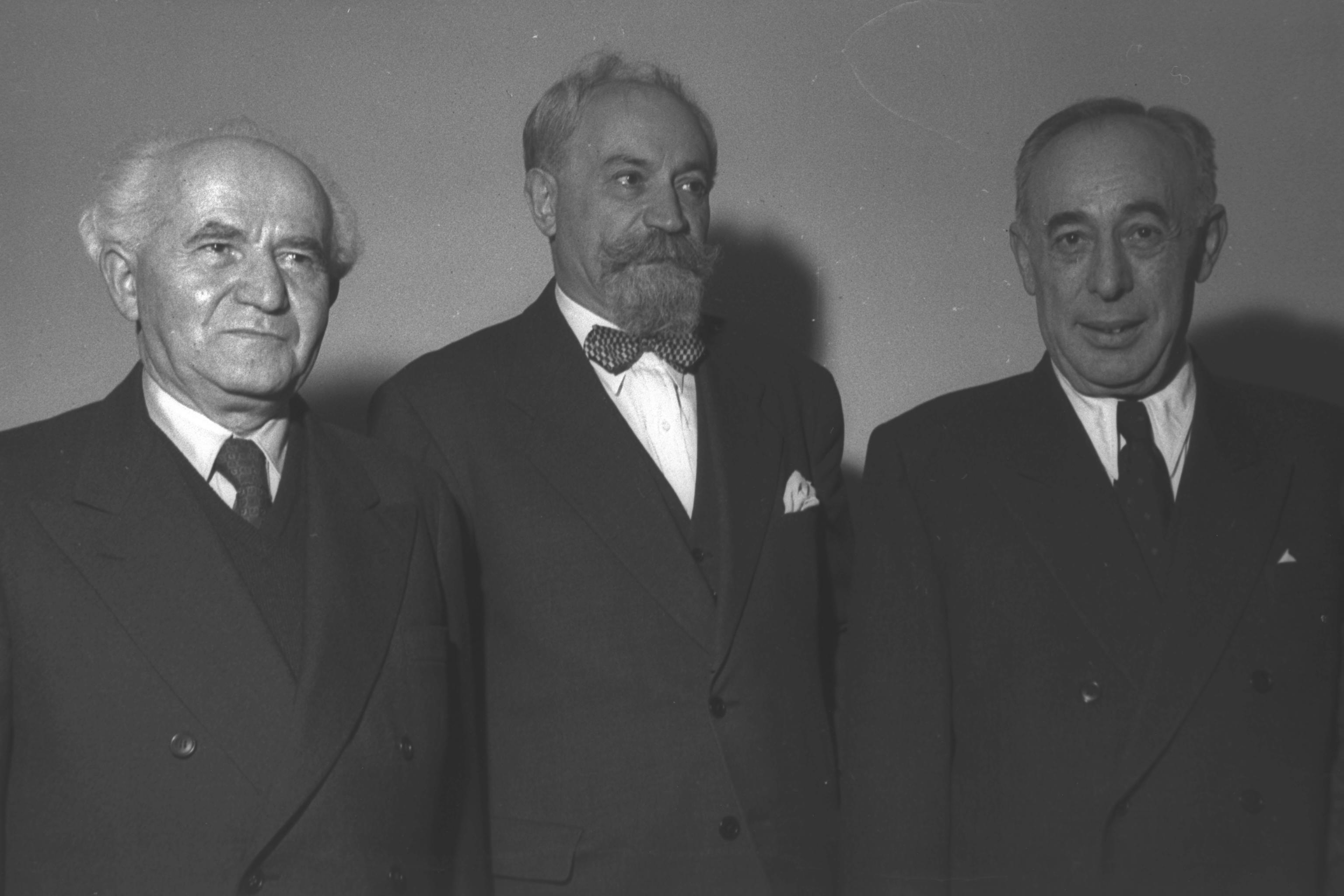
Zalman Šne'ur při slavnostním udílení Bialikovy ceny; po jeho levici stojí izraelský premiér David Ben Gurion a po jeho pravici telavivský starosta Jisra'el Rokeach

Bialikova cena (hebrejsky פרס ביאליק‎) je ocenění za mimořádný přínos hebrejské literatuře, každoročně udílené městem Tel Aviv v Izraeli. Cena je pojmenována po spisovateli Chajimu Nachmanu Bialikovi. Byla založena v lednu 1933 při příležitosti Bialikových 60. narozenin.
Mezi nositele ceny patří například Šmu'el Josef Agnon, Ša'ul Černichovski, Max Brod , Amos Oz, David Ben Gurion, Martin Buber, Moše Šamir či Gershom Scholem.